# Witali Wladimirowitsch Lunkin
Witali Wladimirowitsch Lunkin (russisch Виталий Владимирович Лункин; englische Transkription Vitaly Lunkin; * 7. Mai 1971 in Moskau) ist ein professioneller russischer Pokerspieler. Er ist zweifacher Braceletgewinner der World Series of Poker und gewann 2013 das Super High Roller der European Poker Tour. Vom Global Poker Index wurde Lunkin 2009 als Europas Spieler des Jahres ausgezeichnet.

## Persönliches
Lunkin stammt aus und lebt in Moskau.

## Pokerkarriere

### Werdegang
Seine erste Geldplatzierung bei einem Live-Turnier erzielte Lunkin Mitte Oktober 2003 in Moskau, als er ein Event in der Variante Pot Limit Omaha gewann. Im Juli 2006 war er erstmals bei der World Series of Poker (WSOP) im Rio All-Suite Hotel and Casino am Las Vegas Strip erfolgreich und belegte im Main Event den mit rund 15.000 US-Dollar dotierten 829. Platz. Bei der WSOP 2008 gewann der Russe ein Turnier in No Limit Hold’em und damit rund 630.000 US-Dollar sowie sein erstes Bracelet. Mitte Mai 2009 siegte er beim Main Event der Russian Poker Tour in Moskau und erhielt umgerechnet knapp 450.000 US-Dollar. Zwei Wochen später gewann Lunkin bei der WSOP 2009 das Jubiläumsturnier zur 40. Austragung der World Series of Poker und sicherte sich sein zweites Bracelet sowie sein bisher höchstes Preisgeld von knapp 2 Millionen US-Dollar. Anschließend beendete er die Pot-Limit Omaha Championship auf dem zweiten Platz und wurde bei der H.O.R.S.E. Championship Vierter, wodurch er sich knapp 800.000 US-Dollar erspielte und den vierten Rang im Ranking des WSOP Player of the Year belegte. Am Jahresende wurde der Russe vom Global Poker Index als European Player of the Year ausgezeichnet. Anfang September 2013 gewann er das Super High Roller der European Poker Tour (EPT) in Barcelona mit einem Hauptpreis von mehr als 770.000 Euro. Beim EPT High Roller in Wien wurde Lunkin Ende März 2014 Vierter und erhielt knapp 150.000 Euro. Bei der EPT in Monte-Carlo gewann er im Mai 2014 ein Side-Event mit einer Siegprämie von rund 180.000 Euro. Bei der WSOP 2017 erreichte der Russe im Main Event den sechsten Turniertag und schied dort auf dem mit über 80.000 US-Dollar dotierten 87. Platz aus. Seitdem blieben größere Turniererfolge aus.
Insgesamt hat sich Lunkin mit Poker bei Live-Turnieren knapp 6,5 Millionen US-Dollar erspielt.

### Braceletübersicht
Lunkin kam bei der WSOP 42-mal ins Geld und gewann zwei Bracelets:
| Jahr | Buy-in (in $) | Turnier                      | Teilnehmer | Preisgeld (in $) |
| ---- | ------------- | ---------------------------- | ---------- | ---------------- |
| 2008 | 01.500        | No-Limit Hold’em             | 2706       | 0.628.417        |
| 2009 | 40.000        | 40th Annual No-Limit Hold’em | 0201       | 1.891.012        |